# انفجار العاصفة
انفجار العاصفة (بالإنجليزية: Blast of Tempest)‏ هي سلسلة مانغا يابانية تم نشرها في مجلة غانغين كوميكس من يوليو 2009 حتى مارس 2013.تم عمل أنمي مقتبس من المانغا وعرض في أكتوبر 2012.